# 東京都立東村山高等学校
東京都立東村山高等学校（とうきょうとりつ ひがしむらやまこうとうがっこう）は、東京都東村山市恩多町四丁目にある東京都立高等学校。

## 沿革
- 1968年 小平市立第一中学校内仮校舎にて開校、一期生入学。8月-現在地に移転
- 1969年 学校群制度により、76群（小平・久留米）に編入される。
- 1971年
  - 3月 - プール完成。
  - 6月 - クラブ部室完成。
- 1977年 - 創立10周年記念式典開催。
- 1978年 - 久留米高校が76群から分離される。
- 1982年 - グループ合同選抜制度導入、第九学区92グループに編成される。
- 1987年 - 1月-格技棟・体育館舞台完成。10月-創立20周年記念式典開催。
- 1994年 - 単独選抜となる。
- 1997年 - 創立30周年記念式典開催。
- 2007年 - 創立40周年記念式典開催。
- 2020年 - 新校舎が竣工。

## 年間行事
- 4月 始業式、入学式、オリエンテーション、健康診断、生徒会役員選挙、実力テスト、TGG（2年）、校外学習（3年）
- 5月 生徒総会、中間考査
- 6月 体育祭、文化祭OR、HR合宿（1年）
- 7月 期末考査、終業式、部合宿、セーフティー教室
- 8月 部合宿
- 9月 始業式、実力テスト、若鳩祭（文化祭）、避難訓練
- 10月 開校記念日、中間考査、生徒会役員選挙
- 11月 修学旅行（2年）、宿泊を伴う防災訓練（1年）、校外学習（1年）
- 12月 期末考査、球技大会（3年）、終業式
- 1月 始業式、実力テスト（1・2年）、学年末考査（3年）
- 2月 ロードレース大会（1・2年）
- 3月 卒業を祝う会、卒業式、学年末考査（1・2年）、芸術鑑賞（2年）、球技大会（1・2年）、修了式

## 交通
- 西武新宿線・国分寺線・西武園線東村山駅 徒歩12分
- 銀河鉄道 東村山青葉恩多町線 「野際通り西」下車、徒歩3分
- グリーンバス 東村山駅東口 - 多摩北部医療センター - 新秋津駅 「東村山高校」下車

## その他
2009年8月14日に、東京都教育委員会よりエンカレッジスクールの指定を受けた。2010年度から進学応援型エンカレッジスクールとなり、都内では5校目のエンカレッジスクールとなる。
- 東京都内で唯一の進学応援型エンカレッジスクールで中間・期末考査がある。
- 1年次は2人担任制で、一部の教科（英・数など）は30分授業である。
- エンカレッジスクール前の卒業生にはモデルの田中美保がいる。
- サッカー部・硬式野球部・バドミントン部・男子バスケットボール部・陸上競技部・吹奏楽部はスポーツ文化特別推薦を実施している。

## 著名な卒業生
- 桂伸治 - 落語家
- 原久美子 - 女優、タレント
- 田中美保 - モデル
- 佐藤優太 - YouTuber、コムドットのメンバー
- 鷺一樹 - 起業家
- 江口貴俊 - サッカー選手
- 伊藤耕 - ミュージシャン、THE FOOLSボーカル
- シン・チクワマン - お笑い芸人